# Edgar Reitz
Edgar Reitz (Morbach, Alemanya, 1 de novembre de 1932) és un director que ha esdevingut cèlebre per les seves pel·lícules sobre la vida diària contemporània dels seus conciutadans a Hunsrück a la sèrie de televisió Heimat.

## Biografia
Després del diploma de maduresa, el 1952, es trasllada a Múnic, ciutat on Reitz va a la Universitat i s'ocupa de teatre i cinema. Després dels primers curtmetratges, realitza documentals sobre temes científics, curts televisius d'educació viària, pel·lícules per la indústria i publicitat. Escriu guions, fa d'assistent operador, director de fotografia, inspector de producció, muntador i finalment, director.
Quan Reitz comença a treballar en el cinema, a la meitat dels anys cinquanta, a Alemanya, en el sector la buidor és gairebé total. Els directors de l'època nazi són morts o es troben fa temps a l'estranger. No hi ha models on inspirar-se ni una tradició on vincular-se. A Múnic no existeix encara un cinemateca on veure, de mode sistemàtic, les obres més importants de la història del cinema.
Juntament amb altres autors de curtmetratges Reitz, el 1962, amb el "Manifest d'Oberhausen", reivindica el dret de crear un nou cos cinematogràfic i el 1963, amb Alexander Kluge funda l'Institut für Filmgestaltung a Ulm que dirigirà fins al 1968. L'objectiu és d'oferir al nou cinema un lloc de formació i un centre teòric. El projecte té el suport de Fritz Lang que, per motius de salut, no està però capacitat per assumir la direcció de l'Institut. El 1965, encara a Múnic, organitza un multivisionat de cent-vint "anells" cinematogràfics (Varia Vision) pels quals Kluge escriu els textos. Reitz és codirector i director de fotografia d'alguns dels "anells". El 1968 aconsegueix introduir en l'escola el cinema com matèria d'ensenyament, empresa difícil per la burocràcia alemanya d'aleshores, i alguns mesos ell mateix ensenya en una escola. Tornat a Ulm segueix amb la realització de curtmetratges i el compromís amb l'Institut. Amb Kluge s'oposa a l'anomenat "cinema d'ingredients" ("kino der Zutaten") i lluita per un "cinema d'autor", obert a les experiències autobiogràfiques dels directors i a les experiències socials.
Fins al 1967 Reitz no realitza el seu primer llargmetratge Mahlzeiten, gràcies a finançaments estatals. Per aquesta pel·lícula tria un tema aparentment convencional, una història d'amor en que és evident la petjada de la Nouvelle vague, sobretot de Godard. Mahlzeiten es premiat com millor obra primera a la mostra del cinema de Venècia del 1967. Entre el 1968 i el 1969 roda altres dos llargmetratges: Uxmal i Cardillac, el primer ha quedat inèdit. Del 1969/70 és el llargmetratge Geschichten von Kübelkind en 29 episodis. El 1971 funda a Múnic la "Edgar Reitz Filmproduktion" (ERF). Del 1973 és Die Reise nach Wien, una comèdia ambientada en una petita ciutat de província durant el nazisme; la pel·lícula suscita polèmiques, i Reitz és acusat per l'esquerra alemanya d'afrontar el nazisme amb lleugeresa i per poc en una comèdia.
El 1978 la fallida de Der Schneider von Ulm el porta a una profunda crisi. Reitz deixa Múnic. La crisi existencial, la sensació d'haver fallat com artista, la pèrdua d'identitat, de consciència de si mateix, el porten a investigar les seves arrels, a retornar als propis orígens, en el lloc de la seva infantesa, on és conserva la memòria de la infantesa. D'aquí naixerà Heimat. Presentat a la mostra del cinema de Venècia el 1984, obté un enorme èxit de crítica consagrant Reitz com un dels més autoritzats directors europeus. El 1985 després de l'èxit de Heimat, Reitz comença la preparació de Heimat 2 - Crònica d'una joventut; després de 552 dies de treball la pel·lícula es presenta a la mostra del cinema de Venècia el setembre de 1992.
El 1995 Reitz funda el Europäisches Institut des Kinofilms ("Institut europeu del cinema"), a Karlsruhe. Ensenya cinematografia a la Staatliche Hochschule für Gestaltung de Karlsruhe. El 2004 surt la tercera pel·lícula de la saga: Heimat 3.
Del 2000 al 2010 ha estat director de la Divisió d'art cinematogràfic i d'altres mitjans de l'Acadèmia d'art de Baviera. El 6 desembre de 2006 la Universitat dels Estudis de Perusa li confereix la llicenciatura honoris causa en Història, Filologia i Anàlisi de text literari.
El 2013 presenta a la 70ª Mostra internacional d'art cinematogràfica de Venècia un quart capítol de la saga de Heimat, titulat Die Andere Heimat - Chronik einer Sehnsucht, subdividit en dos episodis. És la primera pel·lícula de la sèrie que no serà produïda per la televisió.

## Filmografia

### Pel·lícules
- Varia Vision (1965)
- Mahlzeiten (1967)
- Filmstunde (1968) film per la TV
- Uxmal (1968)
- Cardillac (1969)
- Kino zwei (1971)
- Geschichten vom Kübelkind (1971)
- Das Goldene Ding (1972)
- Die Reise nach Wien  (1973)
- Wir gehen wohnen (1975)
- Stunde Null  (1977) film per la TV
- Der Schneider von Ulm  (1978)
- Deutschland im Herbst  (1978)
- Geschichten aus den Hunsrückdörfern  (1981) documental
- Heimat - Eine deutsche Chronik  (1984)
- Die Zweite Heimat - Chronik einer Jugend  (1992)
- Die Nacht der Regisseure (1995) documental
- Heimat 3 - Chronik einer Zeitenwende  (2004)
- Heimat-Fragmente: Die Frauen (2006)

### Curts
- Gesicht einer Residenz  (1953)
- Auf offener Bühne  (1953)
- Yucatan (1960)
- Geschwindigkeit (1963)
- Binnenschiffahrt (1965)
- Unendliche Fahrt - aber begrenzt (1965)
- I bambini (Die Kinder) (1966)
- Altstadt - Lebensstadt (1977) documental per la TV
- Susanne tanzt  (1979) documental
- Biermann-Film  (1983